# Sungri Motors
Sungri Motors, inicialmente Tokchon Motor Company (덕천자동차공장), es el fabricante de vehículos motorizados más antiguo de Corea del Norte, con sede en Tokchon, Pyongan del Sur. Era la planta más capaz de la industria automotriz de Corea del Norte antes de ser superada por Pyeonghwa Motors. La planta produce camiones, automóviles y autobuses. 
Todos los modelos producidos son réplicas o derivaciones de automóviles extranjeros. Los vehículos son generalmente para uso civil y comercial, ya que los funcionarios del gobierno son favorecidos por las importaciones extranjeras y las fuerzas armadas tienen sus propias instalaciones.
El 20 de noviembre de 2017, se informó que Kim Jong-un visitó y brindó orientación en la planta de motores.

## Historia
La fábrica se construyó en la localidad Tokchon, bajo el nombre de Tokchon Motor Company, en la provincia de Pyongan del Sur, a unos 130 kilómetros al norte de la capital y al lado del lago Kumsong. La fábrica se inauguró en 1950, especializándose en la construcción de vehículos, generalmente para uso civil, cuya producción en serie empezó a desarrollarse a partir de 1958 con el soporte de Checoslovaquia con el Sungri-58, uno de los modelos más populares que fabricaron. La construcción de la fábrica estaba enmarcada dentro de los objetivos de Kim Il-sung auspiciando el aumento de la producción. En 1975, cambió su nombre por Sungri Motors, que significa "Victoria". Su principal competidor es Pyeonghwa Motors.  
El aumento de producción a lo largo de los años hizo que fuera creciendo la el complejo industrial hasta alcanzar los 250.000km2, dando trabajo a 25.000 empleados.
En 1980, el gobierno informó que la producción anual era de 20.000 unidades por año, sin embargo, era más probable que fuera entre 6.000 y 7.000 unidades. En 1996 con solo 150 unidades fabricadas, la producción se paralizó debido a las dificultades económicas del país.

## Modelos
- 1958, Sungri-58 y posteriormente, un modelo mejorado, el Sungri-58KA (1979).
- 1961, Sungri-61 (Basado en un GAZ-63).
- 1964, Chaju-64 (Basado en el KrAZ 256).
- 1970, Achimkoy
- 1970, Sungrisan
- 1979, Kumsusan
- 1982, Chaju-82
- 1982, Sonyon